# Pernille Rosenkrantz-Theil
Pernille Rosenkrantz-Theil (ur. 17 stycznia 1977 w m. Skælskør) – duńska polityk, posłanka do Folketingetu, w latach 2019–2024 minister.

## Życiorys
W 2003 ukończyła studia z zakresu nauk politycznych na Uniwersytecie Kopenhaskim. W 1998 koordynowała kampanię Operation Dagsværk na rzecz zachęcania młodych ludzi do działalności charytatywnej. Należała do lewicowego ugrupowania Czerwono-Zieloni. W 1999 przez kilka miesięcy czasowo zastępowała innego deputowanego w duńskim parlamencie. W latach 1999–2001 była zatrudniona w organizacji społecznej DanChurchAid. Mandat posłanki do Folketingetu uzyskała po raz pierwszy w 2001 i wykonywała go przez dwie kadencje do 2007. Zajmowała się później działalnością doradczą m.in. w organizacji związkowej Fagligt Fælles Forbund.
W 2008 wystąpiła z dotychczasowej formacji. Dołączyła następnie do Socialdemokraterne. Z ramienia socjaldemokratów w 2011 powróciła do parlamentu. Z powodzeniem ubiegała się o reelekcję w kolejnych wyborach w 2015, 2019 i 2022.
W czerwcu 2019 została ministrem ds. dzieci i edukacji w gabinecie Mette Frederiksen. W grudniu 2022 powołana na urząd ministra spraw społecznych i mieszkalnictwa w drugim rządzie dotychczasowej premier. Funkcję tę sprawowała do sierpnia 2024.